# Теория разбитых окон

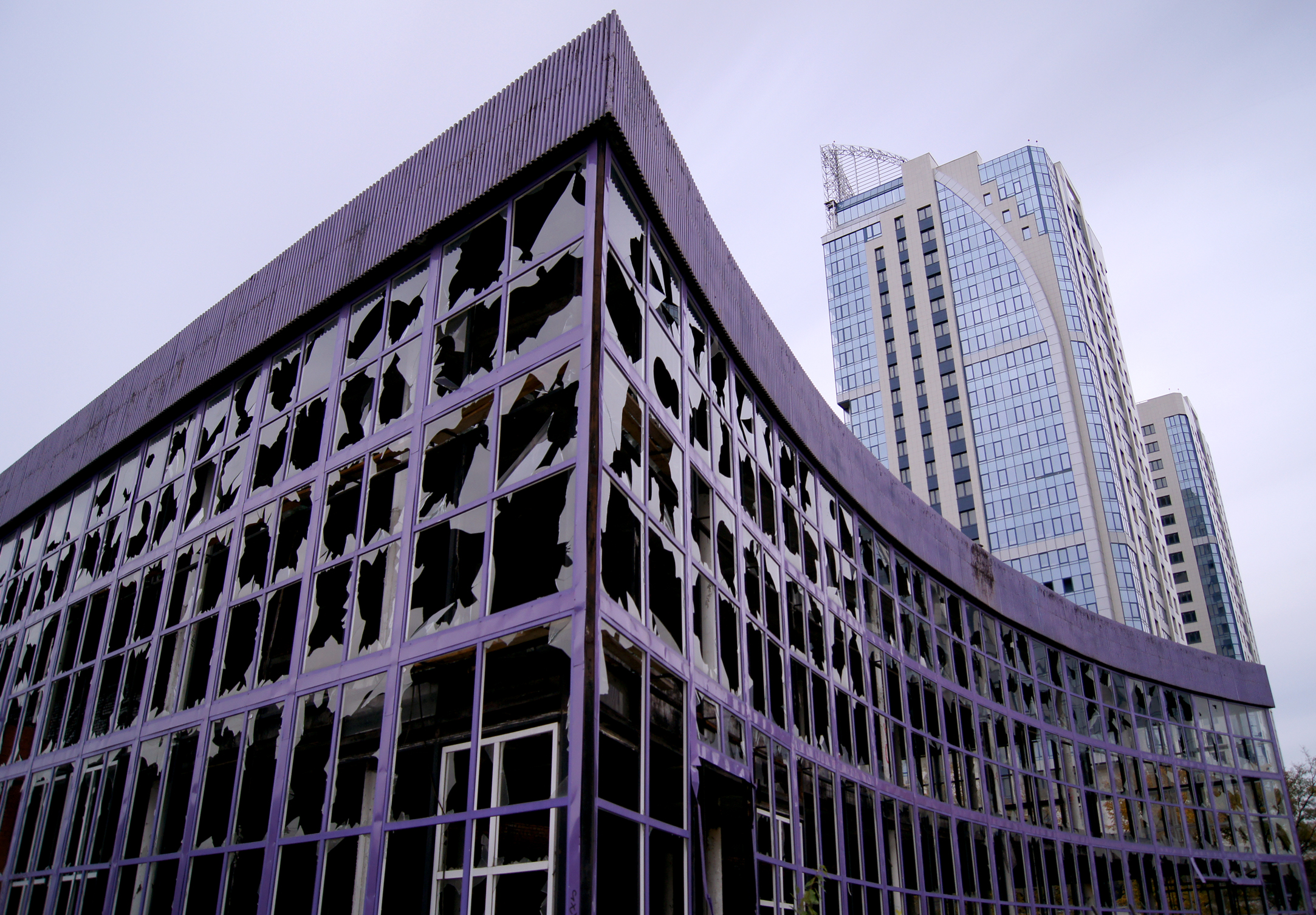
Разбитые окна заброшенного кинотеатра «Планета». Санкт-Петербург, 2011 год

Тео́рия разби́тых о́кон (англ. broken windows theory) — криминологическая теория, рассматривающая мелкие правонарушения не только как индикатор криминогенной обстановки, но и как активный фактор, влияющий на уровень преступности в целом.
Теория сформулирована американскими социологами Джеймсом Уилсоном и Джорджем Келлингом, впервые опубликована в 1982 году в журнале «The Atlantic Monthly». Название происходит от приводимого авторами типичного примера действия теории: «Если в здании разбито одно стекло и никто его не заменяет, то через некоторое время в этом здании не останется ни одного целого окна». Данная теория неоднократно подвергалась критике.

## Теория
Теория утверждает, что попустительство общества к мелким правонарушениям, таким как выбрасывание мусора в неустановленных для этого местах, вандализм, публичное пьянство, прыжки через турникеты в метро и прочие, непосредственно провоцирует людей на совершение аналогичных или более серьёзных правонарушений. Психологический механизм такой провокации на бытовом уровне иллюстрируется следующей фразой: «Если другим можно, то разве мне нельзя?» Человек видит, что нарушения правил поведения другими членами социума не пресекаются, и, как следствие, перестаёт считать правила обязательными для себя (причём не только те, нарушения которых он наблюдал, но и любые другие). При этом условная средняя планка «допустимости нарушений» в таком обществе постоянно понижается, и рано или поздно это приводит к увеличению числа уже серьёзных правонарушений и преступлений.
И наоборот, активная работа по предотвращению мелких нарушений и наказанию нарушителей даже самых малозначительных правил (так называемая нулевая терпимость) создаёт атмосферу нетерпимости к нарушениям в целом, а сама деятельность по пресечению мелких правонарушений позволяет «попутно» задерживать или существенно ограничивать в возможностях рецидивистов, обычно пренебрегающих правилами поведения в общественных местах (см. также девиантное поведение).
В качестве иллюстрации авторы теории привели пример с разбитыми окнами: если не заменить в доме одно разбитое стекло, то вскоре в этом доме не останется ни одного целого окна (на илл.), а затем начнётся мародёрство и резкое ухудшение общей криминогенной обстановки в районе. Этот пример стал неофициальным названием теории.

## Практическое применение
Теория нашла широкое применение на практике сначала в Нью-Йорке, а затем — во многих других городах США, Европы, Южной Африки, Индонезии и других стран. Рудольф Джулиани, избранный мэром Нью-Йорка в 1994 году, и новый комиссар нью-йоркской полиции Уильям Браттон объявили борьбу с такими мелкими нарушениями, как граффити, безбилетный проезд в метро, попрошайничество, драки с применением резиновых дубинок, и прочими подобными правонарушениями. То, на что раньше не обращали особого внимания, стало неприемлемым. Несмотря на критику и насмешки, Джулиани последовательно боролся с «разбитыми окнами», что привело к общему снижению количества преступлений в городе. Жители получили более чистый и безопасный город, а также уверенность в способности полиции справиться не только с мелкими правонарушениями, но и с тяжёлыми преступлениями. К концу 1990-х годов количество преступлений против личности в Нью-Йорке снизилось на 56 %.
Другие исследования, впрочем, не смогли обнаружить прямой причинно-следственной связи между проведением подобной политики и снижением уровня преступности в этом городе. Снижение уровня преступности происходило не только в Нью-Йорке, но и в целом по США, и даже в тех городах, где такая политика не применялась. Среди иных возможных причин, кроме борьбы с мелкими правонарушениями, были названы следующие: снижение уровня безработицы в Нью-Йорке на 39 % в 1992—1999 годах и более интенсивное по сравнению с 1980-ми годами использование ареста лиц, совершающих более тяжкие преступления (фелонии). Среди возможных негативных последствий применения теории разбитых окон в Нью-Йорке назывались такие: чрезмерная нагрузка на систему уголовной юстиции, обременение малоимущих горожан высокими штрафами за мелкие правонарушения и ухудшение отношений между полицией и этническими меньшинствами, подвергавшимися, по мнению критиков, чрезмерному агрессивному полицейскому контролю.

## Экспериментальная проверка
В 2008 году группа ученых из университета Гронингена во главе с Кесом Кейзером провела исследование с целью проверки теории, выдвинутой Уилсоном и Келлингом. В ходе него было проведено шесть экспериментов, направленных на изучение влияния видимого беспорядка на количество совершаемых преступлений и случаев антисоциального поведения. Результаты были опубликованы в статье «Распространение беспорядка» (англ. The Spreading of Disorder) в журнале Science.

### Первый эксперимент
Первый эксперимент проводился на улице с многочисленными магазинами, у стены дома, где приезжающие за покупками гронингенцы паркуют свои велосипеды. У этой стены стоял яркий, бросающийся в глаза знак, запрещающий рисовать на стенах. Сначала стена была чистой. Экспериментаторы повесили на руль каждого велосипеда (всего их было 77) бумажку со словами «Желаем всем счастливых праздников!» и логотипом несуществующего магазина спортивных товаров. Спрятавшись в укромном месте, исследователи стали наблюдать за действиями велосипедистов. На улице не было урн, поэтому человек мог либо бросить бумажку на землю, либо повесить на другой велосипед, либо взять её с собой, чтобы выбросить позже. Первые два варианта рассматривались как нарушение принятых норм, третий — как их соблюдение.
Из 77 велосипедистов лишь 25 (32 %) повели себя некультурно. Затем эксперимент повторили, при такой же погоде и в то же время дня, предварительно раскрасив стену бессодержательными рисунками. На этот раз намусорили 53 человека из 77 (69 %). Выявленное различие имеет высокую степень статистической значимости. Таким образом, нарушение запрета рисовать на стенах оказалось серьёзным стимулом, провоцирующим людей нарушать другое общепринятое правило — не сорить на улицах.

### Второй эксперимент
Второй эксперимент должен был определить, справедлива ли теория разбитых окон только для общепринятых норм или её действие распространяется и на локальные правила, установленные для какой-то конкретной ситуации или места. Исследователи перегородили главный вход на автомобильную парковку забором, в котором, однако, была оставлена широкая щель. Рядом с ней повесили знак «Вход воспрещён, обход в 200 м справа», а также объявление «Запрещается пристёгивать велосипеды к забору». Опыт опять проводился в двух вариантах: «порядок соблюдён» и «порядок нарушен». В первом случае в метре от забора стояли четыре велосипеда, явно к нему не пристёгнутые. Во втором случае те же велосипеды пристегнули к забору. Из укромного места экспериментаторы наблюдали, как поведут себя граждане, пришедшие за своими автомобилями: будут обходить забор или пролезут в дырку. Результат оказался положительным: в ситуации «порядок соблюдён» в дырку пролезли только 27 % автовладельцев, а в ситуации «порядок нарушен» — 82 %.

### Третий эксперимент
Третий эксперимент проводили в подземной парковке у супермаркета, где висело большое и хорошо заметное объявление «Пожалуйста, возвращайте взятые из магазина тележки». В ситуации «порядок соблюдён» на парковке не было тележек, а в ситуации «порядок нарушен» там находились четыре тележки. Их ручки исследователи предусмотрительно измазали мазутом, чтобы у посетителей не возникло желания ими воспользоваться. К машинам прикрепляли такие же бумажки, как в первом эксперименте. Результат получился аналогичный: в первой ситуации бросили бумажку на землю 30 % водителей, во второй — 58 %.

### Четвёртый эксперимент
Четвёртый эксперимент напоминал первый, с той разницей, что признаки «нарушения норм другими людьми» были теперь не визуальные, а звуковые. В Нидерландах закон разрешает использование петард и фейерверков только в предновогодние недели. Оказалось, что велосипедисты намного чаще бросают бумажки на землю, если слышат звук разрывающихся петард.

### Пятый и шестой эксперименты
В пятом и шестом экспериментах людей провоцировали на мелкую кражу. Из почтового ящика торчал конверт с прозрачным окошком, из которого явственно проглядывала купюра в 5 евро. Экспериментаторы следили за проходящими мимо людьми, подсчитывая число краж. В ситуации «порядок соблюдён» почтовый ящик был чистый и мусора вокруг не было. В ситуации «порядок нарушен» либо ящик был разрисован бессмысленными граффити (пятый эксперимент), либо кругом валялся мусор (шестой эксперимент).
В ситуации «порядок соблюдён» только 13 % прохожих (из 71) присвоили конверт. Впрочем, из разрисованного ящика конверт украли 27 % прохожих (из 60), а разбросанный мусор спровоцировал на кражу 25 % людей (из 72).